# Dichaetomyia immaculiventris
Dichaetomyia immaculiventris är en tvåvingeart som beskrevs av Malloch 1930. Dichaetomyia immaculiventris ingår i släktet Dichaetomyia och familjen husflugor. Inga underarter finns listade i Catalogue of Life.